# 丙型疱疹病毒亞科
丙型疱疹病毒亞科（學名：Gammaherpesvirinae）是皰疹病毒科的一個亞科，可分為七個屬，包含約40種感染人類與其他哺乳動物的病毒，感染人類者有造成傳染性單核白血球增多症的EB病毒以及造成卡波西氏肉瘤的人類皰疹病毒八型。本亞科病毒與其他皰疹病毒一樣為具有包膜的雙股DNA病毒，包膜上有許多醣蛋白可與宿主細胞表面的受體結合造成感染；病毒顆粒為正二十面體，直徑約150至200奈米，基因組為不分段的線性DNA，長約18萬bp。

## 屬
- Bossavirus
- 淋巴潛隱病毒屬 Lymphocryptovirus
- 玛卡病毒属（英语：Macavirus） Macavirus
- Manticavirus
- 马疱疹病毒属（英语：Percavirus） Percavirus
- Patagivirus
- 蛛猴病毒屬 Rhadinovirus

另外本亞科還有馬皰疹病毒七型（EHV-7）、海豹皰疹病毒二型（PhHV-2）與檉柳猴皰疹病毒一型（SgHV-1）等三種地位未定的病毒。